# Ratoe Adil
De titel Ratoe Adil (Javaans: Ratu Adil) komt uit het Javaans en betekent rechtvaardige vorst. De titel was bestemd voor een verlosser of messias die het Javaanse volk van buitenlandse overheersing zou bevrijden en een groot rijk zou stichten. Vaak werd met buitenlandse overheersing de Nederlandse overheersing in Nederlands-Indië bedoeld. De ratoe adil had een bijna heilige status. De komst van de ratoe adil werd voor het eerst voorspeld door de profeet Djajabaja in de Pralembang Djajabaja. Daarin werd verteld dat de ratoe adil in het begin arm en onbekend zou zijn.
Er zijn verscheidene ratoe adils geweest. De bekendste was wellicht was de Javaanse prins Diponegoro die in 1825 een oorlog ontketende die nu bekendstaat als de Java-oorlog en tot 1830 voortduurde. Later, omstreeks 1880, werd een familielid van Diponegoro, prins Pangéran Surya Ingalogo ook geïdentificeerd met de ratoe adil. Dit was echter alleen omdat hij familie was van Diponegoro.
Soekarno werd in zijn tijd volgens historicus Bernard Dahm ook beschouwd als de ratoe adil. Het portret van Soekarno werd bij de mensen meegedragen als een amulet die hen onschendbaar zou maken. De zelfverzekerdheid van Soekarno was voor veel mensen de reden om in hem de Ratoe Adil te zien. Waarschijnlijk heeft deze status ook bijgedragen aan het succes dat Soekarno had bij de massa.
Sutan Sjahrir (1909-1966) deed het geloof in de ratoe adil echter af als bijgeloof van het volk. Hij was dan ook niet zo succesvol bij het volk, die hem vaak zag als te 'westers'.
Enkele anderen die ook als ratoe adil beschouwd werden: sultan Hamengkoeboewono IX, de tweede vicepresident van Indonesië, en Megawati.
De Japanners maakten gebruik van het geloof in de ratoe adil en verspreidde pamfletten met de tekst van profeet Djajabaja. Er stond Het Japanse leger zal in Indonesië aan land gaan om uitvoering te geven aan de voorspelling van wijlen Z.M. Djajabaja. Herinnert U! Geelhuiden zullen uit het Noorden komen om het Indonesische volk te bevrijden van de slavernij der Hollanders. Let op de gele huidskleur!